# Тіопірилієві солі

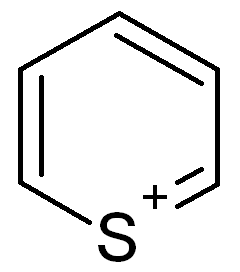
Структура тіопірилієвого йона.

Тіопірилієві солі (рос. тиопирилиевые соли, англ. thiopyrylium salts) — солевидні органічні сполуки, що містять шестичленний ароматичний катіон тіопірилію С5H5S+. Характерні реакції циклоперетворення з нуклеофілами, що ведуть до розкриття циклу або рециклізацій, подібно як у  солях пірилію.